# Primo Sinopico

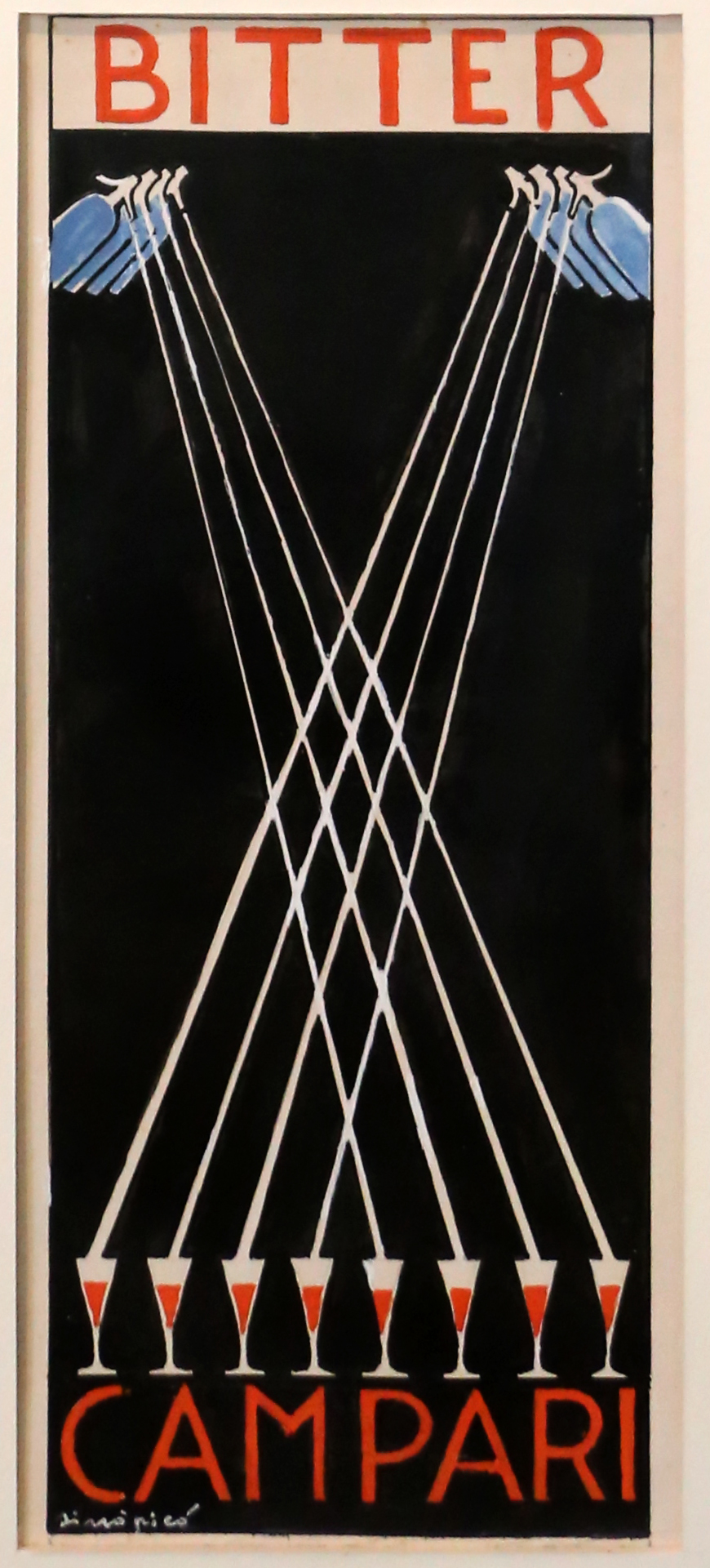
Bozzetto per una pubblicità Campari, anni 1930, Galleria Campari

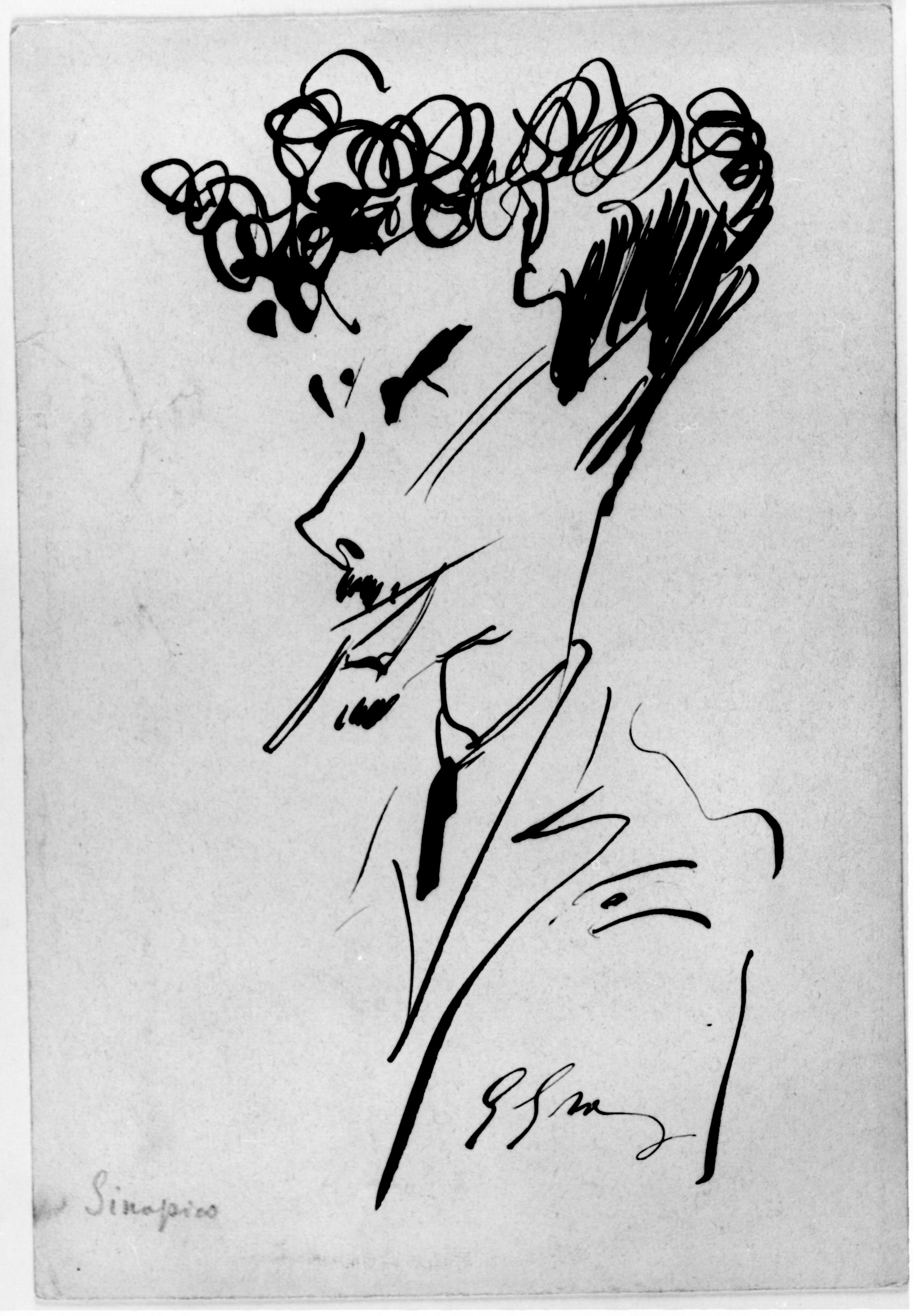
Giuseppe Graziosi, L'artista Primo Sinopico (Raoul Chareun), 1915-1926, Modena, "Gipsoteca Giuseppe Graziosi"

Primo Sinopico, pseudonimo di Raoul de Chareun (Cagliari, 1889 – Milano, 6 luglio 1949), è stato un pittore e illustratore italiano.

## Biografia
Nacque a Cagliari da padre di origine francese e madre sarda. Dopo la licenza liceale si trasferisce a Padova con la famiglia e li inizia a pubblicare i primi disegni satirici nelle riviste studentesche. Nel 1912 ottiene la medaglia d’argento alla Mostra d’Arte Umoristica e di Caricatura a Treviso. Prima del conseguimento della laurea in Ingegneria, durante la prima guerra mondiale si arruola come volontario e durante la leva collabora come illustratore con Il Razzo rivista degli alpini del capitano Agno Berlese.
Nel 1917 si diploma all'Accademia di Brera e nello stesso anno partecipa alla sua prima collettiva tenuta al caffè Cova a Milano a seguito della quale ottiene l'incarico per l’Istituto Editoriale Italiano di illustrare, con 57 disegni, le diverse attività industriali e produttive italiane. Da quell'anno inizia a collaborare con numerose riviste italiane famose dell'epoca tra cui Il Giornalino della Domenica di Vamba,La Lettura mensile del Corriere della Sera e molte altre, oltre a realizzare diverse illustrazioni pubblicitarie per marchi famosi come il Campari.
Nel 1926 entra a far parte del movimento artistico Novecento ed espone alla prima Mostra della Permanente di Milano.
Tra le mostre a cui ha partecipato ricordiamo anche diverse edizione (la I°, II°,III° e VII°) della Quadriennale di Roma, e le diverse edizioni (del 1928, 1930, 1932, 1934, 1936) dell'Esposizione internazionale d'arte di Venezia, oltre alla partecipazione all'Esposizione internazionale di Parigi del 1925 durante la quale gli fu conferito il Grand Prix. Nel 1933 vince il diploma di medaglia d'argento al V triennale di Milano
Morì a Milano il 6 luglio 1949 e venne sepolto al Cimitero Maggiore di Milano.